# Лајк Матјус (Калифорнија)
Лајк Матјус (енгл. Lake Mathews) насељено је место без административног статуса у америчкој савезној држави Калифорнија.

## Демографија
По попису из 2010. године број становника је 5.890.
| Група             | 2000.    | 2010.         |
| Белци             | 0 (0,0%) | 3.469 (58,9%) |
| Афроамериканци    | 0 (0,0%) | 253 (4,3%)    |
| Азијати           | 0 (0,0%) | 193 (3,3%)    |
| Хиспаноамериканци | 0 (0,0%) | 1.808 (30,7%) |
| Укупно            | 0        | 5.890         |